# Claus-Jürgen Huch
Claus-Jürgen Huch (* 26. Februar 1926 in Neuruppin; † 21. September 2018 in Werder (Havel)) war ein deutscher Kaufmann sowie Politiker und Funktionär der DDR-Blockpartei National-Demokratische Partei Deutschlands (NDPD). 
Huch war der Sohn eines Betriebsleiters. Nach dem Abitur am Gymnasium schlug er eine kaufmännische Ausbildung ein. Er wurde Betriebsdirektor des VEB Behälterbau in Neuruppin. Er trat der nach dem Zweiten Weltkrieg in der Sowjetischen Besatzungszone neugegründeten NDPD bei. Bei den Wahlen zur Volkskammer war Huch Kandidat der Nationalen Front der DDR im Wahlkreis 64. Von 1963 bis 1990 war er Mitglied der NDPD-Fraktion in der Volkskammer der DDR.